# August Gottschalk
August Gottschalk (Essen, 14 de diciembre de 1921 - Essen, 27 de noviembre de 2014) fue un futbolista alemán que jugaba en la demarcación de delantero.

## Biografía
Debutó como futbolista en 1939 con el Rot-Weiss Essen. En su primera temporada con el club, jugó durante seis temporadas, ya que dejó el club para jugar durante un año en el Preußen Essen. Al acabar la temporada 1945/1946, volvió al club donde debutó. Seis años después de su debut, se hizo con la Copa de Alemania, capitaneando al club en la final, y alzando la copa al finalizar el encuentro. Tres años después se hizo con otro título, esta vez con el Campeonato Alemán de Fútbol de 1955, tras ganar al 1. FC Kaiserslautern en el partido final por 4-3. Finalmente, se retiró al finalizar el campeonato.
Falleció el 27 de noviembre de 2014 en Essen a los 92 años de edad.

## Clubes
| Club            | País                | Año         | Partidos | Goles |
| --------------- | ------------------- | ----------- | -------- | ----- |
| Rot-Weiss Essen | Alemania nazi       | 1939 - 1945 | ¿?       | ¿?    |
| Preußen Essen   | Alemania nazi       | 1945 - 1946 | ¿?       | ¿?    |
| Rot-Weiss Essen | Alemania Occidental | 1946 - 1955 | 186      | 99    |

## Palmarés

### Campeonatos nacionales
| Título           | Club            | País     | Año  |
| ---------------- | --------------- | -------- | ---- |
| Copa de Alemania | Rot-Weiss Essen | Alemania | 1953 |
| Bundesliga       | Rot-Weiss Essen | Alemania | 1955 |